# Rafael Cabral Barbosa
 Rafael Cabral Barbosa hay Rafael Cabral hay đơn giản là Rafael (sinh ngày 28 tháng 5 năm 1990) là một cầu thủ bóng đá người Brasil. Anh cao 1,8 m. Anh chơi ở vị trí thủ môn. Hiện anh đang chơi cho Reading.

## Đội tuyển quốc gia
Rafael ra mắt đội tuyển quốc gia Brasil trong trận thắng 4–1 trước Hoa Kỳ vào ngày 30 tháng 5 năm 2012.
Anh được gọi vào đội tuyển Olympic Brasil thi đấu tại Thế vận hội Mùa hè 2012 nhưng sau đó đã bị thay thế vì chấn thương.